# Fiorella Bonicelli
Fiorella Bonicelli (1951. december 21. –) uruguayi teniszezőnő. 1970-től 1986-ig tartó pályafutása során két Grand Slam-tornán diadalmaskodott. 1975-ben a Roland Garroson a brazil Thomas Koch társaként bajnok lett a vegyes páros versenyben, majd egy évvel később szintén a Roldand Garroson nyert bajnoki címet, ezúttal a páros versenyen a francia Gail Sheriff Lovera oldalán.

## Grand Slam-győzelmek

### Páros (1)
| Év   | Torna         | Partner             | Ellenfelek a döntőben               | Eredmény a döntőben |
| 1976 | Roland Garros | Gail Sheriff Lovera | Kathy Harter Helga Niessen Masthoff | 6–4, 1–6, 6–3       |

### Vegyes (1)
| Év   | Torna         | Partner     | Ellenfelek a döntőben       | Eredmény a döntőben |
| 1975 | Roland Garros | Thomas Koch | Jaime Fillol Pam Teeguarden | 6–4, 7–6            |

## Külső hivatkozások
- Fiorella Bonicelli[halott link] profilja a WTA honlapján